# Chalcotropis radiata
Chalcotropis radiata är en spindelart som beskrevs av Simon 1902. Chalcotropis radiata ingår i släktet Chalcotropis och familjen hoppspindlar. Inga underarter finns listade i Catalogue of Life.